# Fredrik Forsberg (metallurg)
Fredrik Forsberg, född 10 juli 1856 i Folkesbacka, Sundborns socken, död 17 juni 1942 i Sandviken, var en svensk ingenjör och företagsledare.
Fredrik Forsberg var far till Stina Forsberg, hans fader är okänd. Han var 1868-1873 elev vid Falu läroverk och fick därefter gratis privatundervisning av O W Wahlin i Falun 1873-1874. Han var 1874-1877 vid Teknologiska institutet där han därefter utexaminerades från avdelningen för maskinbyggnadskonst och mekanisk teknologi. Forsberg anställdes därefter som ritare vid Göranssons mekaniska verkstad, arbetade 1877-1878 vid Flottans mekaniska verkstad i Stockholm innan han 1878 anställdes vid Sandvikens järnverk. Han var 1878-1885 ritare och konstruktör där, 1885-1916 föreståndare för tråddrageriavdelningen. Han blev 1925 styrelseordförande i företaget. 1895 grundade han See Fabriksaktiebolag där han var styrelseledamot till 1936 och 1902 grundade han The Athenia Steel Co i Clifton, New Jersey för tillverkning av fjäderstål och var medlem av företagets styrelse fram till 1922. Företaget såldes senare till amerikanska intressenter. Tillhörde även Högbo sockens kyrko- och skolråd under många år, och var även vice ordförande och skattmästare i Gestriklands moderata valmansförbund. 1916 flyttade han efter att ha pensionerats från sin tjänst vid Sandviken till Stockholm, men köpte 1923 Dåvö, där han från 1924 var bosatt. Fredrik Forsberg blev 1917 riddare av Vasaorden.
Fredrik Forsberg gifte sig 22 december 1890 med Elin Kristina Bergman, född 17 mars 1863 i Tydje, Älvsborgs län , sjuksköterska, d 1950. De hade fem barn:
1)Erik Wilhelm, född 16 september 1892 i Högbo, bergsingenjör, bruksdisponent, verkställande direktör vid Sandvikens jernverk, död 1974. Gift 1919 med Sigrid Lundmark, f 1894, d 1993.
2)Nils Fredrik, född 11 november 1893, agronom, godsägare på Dåvö säteri, Munktorp, Västmanland, d 1973. Gift 1934 med Ingrid Sofia Carlson, f 1909, d 2011, sondotter till Carl Erik Carlson.
3)Anna Brita, född 26 maj 1895 i Högbo, gymnastikdirektör, d 1933. G 1919 m Gunnar Torsten Robert Thalén, f 1884, bergsingenjör, laboratoriechef vid Sandvikens järnverk, d 1952.
4)Stina Matilda, född  26 maj 1895 i Högbo, lärarinna, Sandviken, d 1976. G 1919 m Nils Jakob Gille, f 1887, bergsingenjör, disponent vid See Fabriksaktiebolag, Sandviken, d 1978. 
6)Maja Katarina, född 6 juli 1901 i Högbo, död 1947 20/6 i Skellefteå. G m Thorsten Hagvard Nyberg, f 2 juni 1898 i Gudmundrå, godsägare på Stäholm, Köping, Västmanland, verkställande direktör vid Aktiebolaget Hugo Lindfors, Skellefteå, d 1967 6/6.